# Бой под Панками
Бой под Панками (польск. Bitwa pod Pankami) — стычка между русскими регулярными войсками и польскими повстанцами, произошедшая 14 (26) февраля 1863 года в ходе Январского восстания.

## Предыстория
Самопровозглашенный полковник Теодор Цешковский отделился с группой из 200 человек от отряда Аполинария Куровского. Вместе со своим отрядом он занял Севеж. Получив подкрепление и продовольствие, он направился в Козегловы, затем отряд также прошёл через деревню Каменица Польская и вошел в Бляховню через часть местечка, называемую «Тшепизоры». После недолгого отдыха Цешковский отправился в деревню Трусколасы.
Утром 14(26) февраля 1863 года отряд появился в окрестностях деревни Панки. После занятия промышленного района деревни повстанцы разместились в домах рабочих, а также получили от них продовольствие и подкрепление из нескольких десятков рабочих и крестьян, ставших добровольцами.
Вскоре Цешковский узнал о нахождении недалеко от них двух рот солдат и эскадрона казаков российских войск из пограничной стражи. Цешковский лично возглавил отряд разведки, состоявший из двадцати кавалеристов, и направился на разведку, оставив командовать отрядом вместо себя молодого Антония Сервотовича.
Тем временем русские войска также узнали о расположении отряда Цешковского. Из Ченстохова на уничтожение повстанческой группы вышел отряд из 240 солдат, 50 казаков и двух орудий под командованием полковника Е. П. Аленича.

## Ход боя
Первыми к промышленному району деревни Панки подошло около 30 казаков, которых Аленич направил разведать обстановку, но отступить незамеченными у них не получилось, так как повстанцы открыли по казакам огонь. В итоге, по польским данным, был убит по крайней мере один и ранены ещё несколько всадников из эскадрона. Казаки были вынуждены отступить назад к Ченстохову. 
Затем Аленич отдал приказ начать артиллерийский обстрел промышленного района Панков. Под огнем двух орудий повстанцы были вынуждены прорываться в лес, понеся значительные потери. Там им удалось соединиться с конным отрядом Цешковского и благодаря наступлению темноты скрыться от преследующего русского отряда в густом лесу.

## Последствия
В бою повстанцы потеряли около 50 человек убитыми, ранеными и пленными. Потери российских войск составили одного убитого и нескольких раненых. Отряд Цешковского (16)28 февраля прибыл в Мышкув, где уже (17 февраля) 1 марта выбил русский отряд из города.